# Callosotomia
La callosotomia è un'operazione chirurgica di separazione dei due emisferi cerebrali per sezionamento del corpo calloso, eseguita con scopi terapeutici nella cura dell'epilessia.
Una persona che subisce questa operazione entra in condizione Split-brain ovvero in una condizione medica nella quale l'emisfero destro e sinistro non comunicano pienamente, rendendo ad esempio impossibile ritrovare con la mano destra un oggetto toccato dalla mano sinistra.

## Indicazioni
La procedura viene utilizzata in caso di attacco con caduta;